# Égner Kálmán
Égner Kálmán (Trencsén, 1891. szeptember 17. – Budapest, VIII. kerület, 1949. március 27.) magyar nemzeti labdarúgó-játékvezető, rendőrfelügyelő.

## Pályafutása
Játékvezetésből Budapesten a Magyar Futballbírák Testülete (JT) előtt vizsgázott. A Budapesti Labdarúgó Alszövetség (BLASz) által üzemeltetett bajnokságokban tevékenykedett. Az MLSZ a BT minősítésével NB II-es, majd III. fokú 1925-től NB I-es bíró. Küldési gyakorlat szerint rendszeres partbírói szolgálatot is végzett. A nemzeti játékvezetéstől 1942-ben visszavonult. NB I-es mérkőzéseinek száma: 53. Vezetett kupadöntők száma: 2.
| Időpont              | Helyszín                    | Mérkőzés típusa          | Mérkőzés                          | Eredmény | Nézők száma |
| -------------------- | --------------------------- | ------------------------ | --------------------------------- | -------- | ----------- |
| 1925. október 18.    | Üllői úti Stadion, Budapest | első NB I-es mérkőzése   | Ferencvárosi TC–III. Kerületi TVE | 7 – 2    | 9000        |
| 1942. szeptember 13. | Adolf Hitler pálya, Újvidék | utolsó NB I-es mérkőzése | Újvidéki AC–Kolozsvári AC         | 6 – 2    | 4000        |

Az MLSZ JT két alkalommal küldte a kupadöntő vezetésére.
| Időpont          | Helyszín                        | Mérkőzés típusa   | Mérkőzés                      | Eredmény | Nézők száma |
| ---------------- | ------------------------------- | ----------------- | ----------------------------- | -------- | ----------- |
| 1934. június 30. | Üllői úti Stadion, Budapest     | döntő 2. mérkőzés | BSZKRT–Soroksár FC            | 1 – 1    | 15 000      |
| 1942. június 28. | Hungária krt. Stadion, Budapest | döntő             | Ferencvárosi TC–Diósgyőri VTK | 6 – 2    | 18 000      |

A  Játékvezetői Tanács (JT) elismeréseként, éves teljesítménye alapján kis-platina elismerést kapott.